# Nitrone

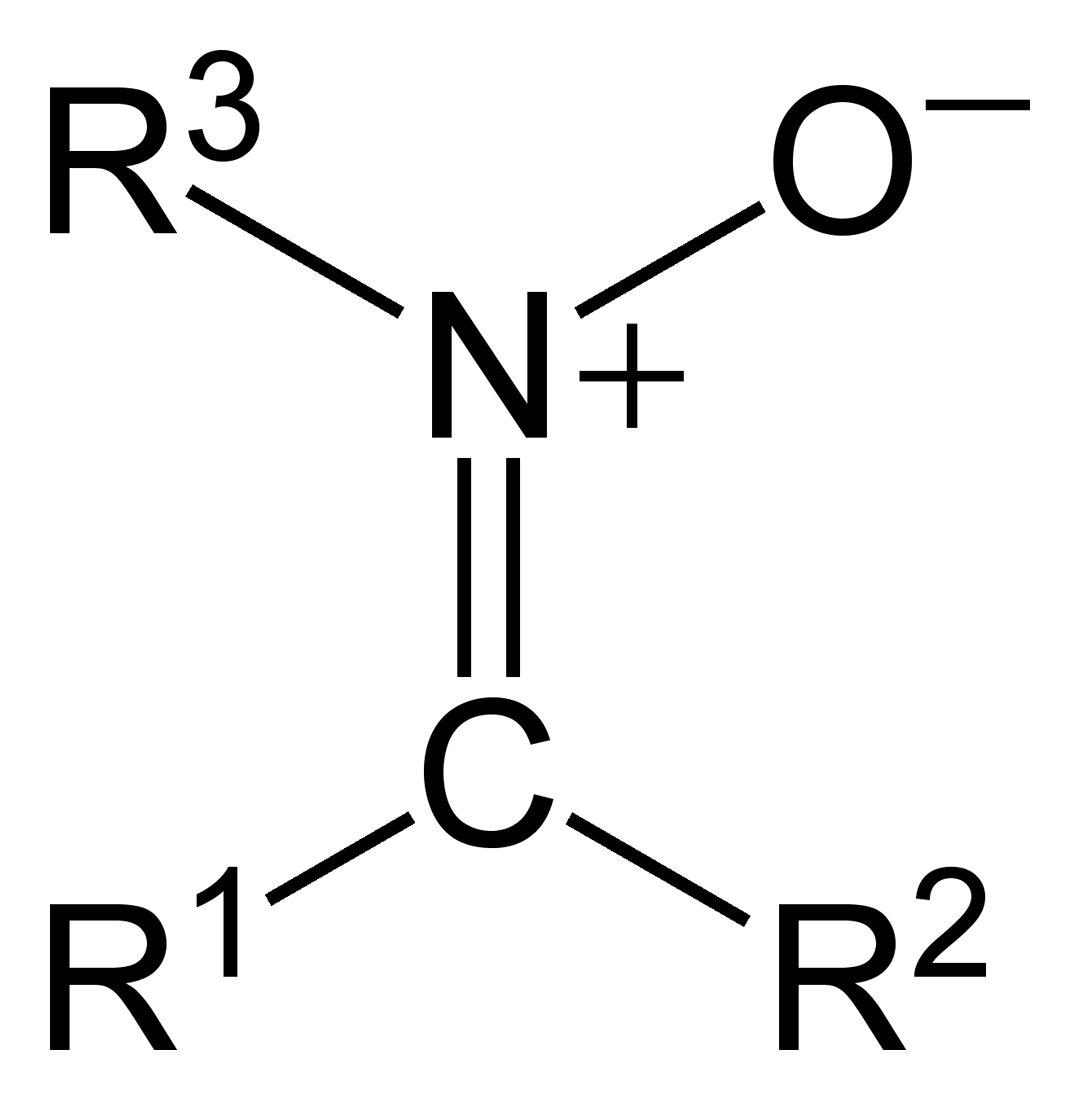
Struttura generale di un nitrone (R^{3} ≠ H).

In chimica organica i nitroni sono una classe di derivati azotati del carbonile, come lo sono anche le immine e le ossime. In particolare, i nitroni sono N-ossidi di immine. Sono caratterizzati dalla presenza del gruppo funzionale >C=N(R)+–O– (dove R ≠ H) e sono quindi composti schematizzabili come R1R2C=N(R3)+–O–, oppure anche, evidenziando alternativamente il legame dativo, R1R2C=N(R3)→O. In ogni caso, sono composti organici di azoto formalmente pentavalente, come accade per i nitroderivati, i sali di ammonio quaternario, di nitronio e di ossoammonio, i nitrilossidi (RC≡N+−O−) e per gli ammino ossidi.
Come per il caso dei composti carbonilici, che possono essere aldeidi e chetoni, i nitroni possono essere distinti in «aldonitroni» (se almeno uno tra R1 e R2 è H) e «chetonitroni» (se R1 e R2 sono entrambi indifferentemente alchili o arili).
I nitroni, che nel gruppo funzionale hanno l'atomo di azoto con carica formale positiva e ibridato sp2, sono in tal senso una classe intermedia tra gli ossidi di ammine terziarie R1R2R3N+−O−, dove N è ibridato sp3, e i nitrilossidi RC≡N+−O−, dove N è ibridato sp.
I nitroni non vanno confusi con i nitreni (R–:N:), che sono specie analoghe ai carbeni e ad essi isoelettronici.

## Etimologia
Il nome «nitrone» nacque dalla contrazione di nitrogen ketone ("chetone all'azoto"), dal suggerimento del chimico tedesco Paul Pfeiffer nel 1916, motivato dalla somiglianza del gruppo >C=N+<, con quello dei chetoni >C=O, somiglianza che attualmente viene riconosciuta, dato che l'atomo di azoto positivo e disostituito è isoelettronico all'ossigeno ed anche per avere questi due gruppi lo stesso tipo di risonanza: la coppia elettronica del legame pi greco che si sposta sull'atomo più elettronegativo, lasciando un carbonio elettrofilo.

## Proprietà
I nitroni sono composti notevolmente polari e in condizioni ambiente generalmente si presentano come liquidi o solidi, per lo più solubili in acqua a meno che i sostituenti siano a catena lunga o ingombranti. Pertanto, l'estrazione con solventi organici da soluzioni acquose di nitroni a corta catena è in genere possibile solo con previa saturazione con sale della soluzione stessa.

### Stereoisomeria
Le reciproche posizioni dei gruppi R1 e R2 rispetto a all'atomo di ossigeno e a R3 non sono equivalenti se R1 ≠ R2. Questo comporta in generale la possibilità di avere diastereoisomeri (E) e (Z); gli aldonitroni, ad esempio, hanno isomeri geometrici cis e trans, anche se le barriere energetiche per l'interconversione tra le due forme sono modeste rispetto a quelle degli alcheni: a temperatura ambiente, salvo per la presenza di sostituenti particolarmente ingombranti, le due forme sono in equilibrio:
(E) ⇄ (Z)
dove una delle forme è di norma prevalente sull'altra. Per gli aldonitroni in molti casi la forma prevalente è quella Z.

### Struttura molecolare
La molecola dei nitroni è un ibrido di risonanza per il quale sono prevedibili 3 forme limite:
>C+−N(R)–O–   ←→   >C=N+(R)–O–   ←→   >C––N+(R)=O
La prima forma limite è analoga a quella che è sempre presente nella risonanza eterovalente nei composti carbonilici:
>C+–O–   ←→   >C=O
qui ha però un peso leggermente maggiore che nel carbonile perché non comporta la creazione di una nuova separazione di carica nel frammento; la seconda è quella che più da vicino rappresenta la molecola reale, visto che il legame tra C e N ha sostanzialmente lunghezza vicina a quella del legame doppio (poco maggiore); la terza ha un peso limitato nell'ibrido di risonanza per la sfavorevole dislocazione delle cariche rispetto alle elettronegatività di C e O, ma contribuisce ad alleviare la carica positiva su C, che tuttavia è sostanziale, e contribuisce inoltre ad aumentare l'ordine di legame tra N e O e quindi ad accorciarlo; tuttavia, pur avendo scarso peso per lo stato fondamentale della molecola, può averne di più allo stato eccitato che è coinvolto negli atti reattivi della molecola stessa.
In ogni caso, gli estremi (C e O) vengono ad avere cariche parziali opposte, positive su C e negative su O; il fatto che le corrispondenti cariche formali siano collegate tramite risonanza qualifica i nitroni come composti 1,3-dipolari e si comportano, in effetti, da tipici reagenti che danno le cicloaddizioni 1,3-dipolari. In accordo con questo, i nitroni sono composti molto polari: in molti casi i loro momenti dipolari cadono nell'intervallo 3,37÷3,47 D.
Da strutture allo stato solido ricavate tramite diffrazione ai raggi X per il nitrone p-Cl−C6H4−CH=N+(CH3)−O−, considerato rappresentativo, si riscontra che il legame C=N (doppio in una sola forma limite) è più lungo che nella corrispondente O-metilossima isomera (130,9 pm contro 126,0 pm) e che il legame +N−O− (doppio in una forma limite) è considerevolmente più corto che nella corrispondente sin-ossima (128,4 pm contro 140,8 pm), dove esso è singolo. Questo legame N−O, qui con N ibridato sp2 e quindi con maggior carattere s, è anche più corto di quello presente nell'N-ossido di trimetilammina (137,8 pm), dove N è ibridato sp3.

## Sintesi

### Condensazioni di aldeidi o chetoni con idrossilammine
Un approccio alla sintesi dei nitroni consiste nella condensazione di un'idrossilammina N-alchilata (o arilata) con un carbonile (aldeide o chetone), con eliminazione di una molecola di acqua e formazione del doppio legame C=N. La reazione con aldeidi è spesso piuttosto facile, tanto che in molti casi basta poco più che il semplice mescolamento, mentre quella con i chetoni di struttura paragonabile un po' meno, come generalmente ci si può attendere dalla diversa reattività di aldeidi e chetoni.
Il meccanismo è una variante di quello che porta alle ossime nel caso di idrossilammine non alchilate. La reazione avviene essenzialmente in due stadi: 1) attacco nucleofilo del doppietto libero dell'azoto sull'atomo di carbonio del carbonile, con formazione dell'intermedio tetraedrico e 2) eliminazione acido-catalizzata di acqua con formazione del doppio legame C=N:
R1R2C=O + :NH(R3)−OH   →   [ R1R2C(OH)−N(R3)+–OH ]   →    R1R2C=N(R3)+–O–  + H2O
Un ambiente molto acido tende a inibire il primo stadio, dato che in tal caso aumenta la proporzione di atomi di azoto dell'idrossilammina si protonano; d'altro canto, un ambiente poco acido non riesce a catalizzare sufficientemente l'eliminazione di acqua nel secondo stadio. Risulta quindi preferibile condurre queste reazioni a un pH acido intermedio, approssimativamente nell'intervallo 3 - 5.

### Ossidazioni di idrossilammine
Un'altra via per l'ottenimento di nitroni consiste nella ossidazione di idrossilammine acicliche o cicliche aventi l'azoto disostituito (R, Ar), purché abbiano almeno un atomo H presente sul C unito a N. Si tratta di una deidrogenazione (un H tolto al carbonio e un altro all'ossigeno) con conseguente formazione del doppio legame C=N, il che costituisce anche un'ossidazione del carbonio (il suo numero di ossidazione aumenta di due unità, quello dell'ossigeno resta invariato):
>CH–N(R3)−OH   (-H2)   →   >C=N(R3)+–O–
Si possono usare diversi agenti ossidanti: in alcuni casi è sufficiente l'ossigeno dell'aria gorgogliata nella soluzione dell'idrossilammina in presenza del complesso cupro-ammoniacale (Cu(NH3)4++) come catalizzatore; altri agenti ossidanti, a volte più efficienti, sono l'ossido di mercurio (HgO), l'acqua ossigenata, il permanganato di potassio (KMnO4), il ferricianuro di potassio (K3Fe(CN)6) e l'idroperossido di t-butile (t-Bu−OOH).
I metodi basati sulla condensazione del carbonile descritti precentemente evitano i problemi di selettività posizionale associati con l'ossidazione delle idrossilammine contenenti due serie di idrogeni alfa.

### Ossidazione di immine
I nitroni possono essere anche sintetizzati per ossidazione di immine sostituite sull'azoto (N-alchil- o N-arilimmine) con permanganato di potassio, acido m-cloroperbenzoico, o dimetildiossirano in particolari condizioni:
R1R2C=NR3 + [O]   →   R1R2C=N(R3)+–O–

## Reazioni

### Dimerizzazione
Un problema che affligge la sintesi di molti nitroni reattivi è la dimerizzazione per mutua cicloaddizione 1,3-dipolare. Sperimentalmente si può alleviare questo problema impiegando un eccesso di nitrone oppure aumentando la temperatura di reazione per accentuare il peso del termine entropico (TΔSr) su quello entalpico (ΔHr) nella variazione di energia libera della reazione.

### Cicloaddizioni 1,3-dipolari
I nitroni sono 1,3-dipoli e come tali reagiscono con vari dipolarofili, in particolare alcheni e alchini, dando cicloaddizioni 1,3-dipolari e formando in ogni caso un eterociclo a cinque termini: isossazolidine o isossazoline, rispettivamente.
Con gli alcheni la cicloaddizione 1,3-dipolare per formare isossazolidine è strettamente cis-selettiva verso l'olefina. L'anello dell'isossazolidina così formata può poi essere scisso mediante idrogenazione catalitica (idrogenolisi del legame N−O) per dare β-amminoalcoli.
Con gli alchini la stessa reazione fornisce isossazoline. Queste possono essere poi aromatizzate ai corrispondenti isossazoli per bromurazione con N-bromosuccinimmide e successivo trattamento con una base, che causa una facile eliminazione di acido bromidrico.
Nella reazione dei nitroni con gli alchini terminali (R−C≡C-H) , ma in presenza di ioduro di rame(I), la formazione dell'intermedio isossazolinico prosegue con una trasposizione (migrazione di O da N a C) per formare β-lattami i quali, con il loro anello a quattro termini (tensione angolare), non sono facili da ottenere per altre vie. Questa è nota anche come reazione di Kinugasa.
Sono note anche altre reazioni dei nitroni, ad esempio le cicloaddizioni [3+3] per formare cicli a sei termini, e le cicloaddizioni [2+2+3] per formare cicli a sette termini.

### Addizioni nucleofile di reattivi di Grignard e reattivi organolitio
I nitroni, analogamente a chetoni e aldeidi, subiscono facilmente l'attacco di nucleofili organometallici (Grignard, alchillitio, etc.) per dare alchilazione sul carbonio alfa all'atomo di azoto; si opera a basse temperature (-40 ° ÷ -60°C) in solventi eterei; la successiva idrolisi in ambiente acido porta ad idrossilammine. La reazione generale è schematizzabile come segue:
R−MgBr + R1R2C=N(R3)+−O–   →   RR1R2C−N(R3)−O−MgBr
RR1R2C−N(R3)−O−MgBr + HX   →   RR1R2C−N(R3)–OH + XMgBr
Con reattivi organolitio si opera a temperature più basse, tipicamente a -78 °C, ma lo schema è analogo.

### Reattività carbonilica dei carboni α e β
Data la similitudine dei nitroni ai composti carbonilici, aldeidi e chetoni, i carboni in posizione α risultano elettrofili e quelli in β nucleofili.

### Deossigenazione riduttiva
I nitroni possono essere deossigenati alle corrispondenti immine per trattamento a caldo con zinco metallico in polvere in etanolo, in presenza di ioduro rameoso:
R1R2C=N(R3)+−O– (+ Zn, CuI in EtOH)   →   R1R2C=N(R3)